# New York Jets 1973
La stagione 1973 dei New York Jets è stata la quarta della franchigia nella National Football League, la 14ª complessiva. Con un record di 4-10, questa fu l'ultima stagione sotto la direzione dello storico capo-allenatore Weeb Ewbank, con le uniche vittorie che giunsero contro i rivali di division New England e Baltimore.
Il memorandum d'intesa firmato dal proprietario originario (degli allora New York Titans) Harry Wismer diede ai co-affittuari dello Shea Stadium, i New York Mets, l'uso esclusivo dello stadio sino al termine della loro stagione. I Jets dovettero così iniziare la stagione 1973 disputando diverse gare in trasferta. Dal momento che i Mets fecero molta strada nei playoff, raggiungendo le World Series, i Jets disputarono tutte le prime sei gare in trasferta.

## Calendario

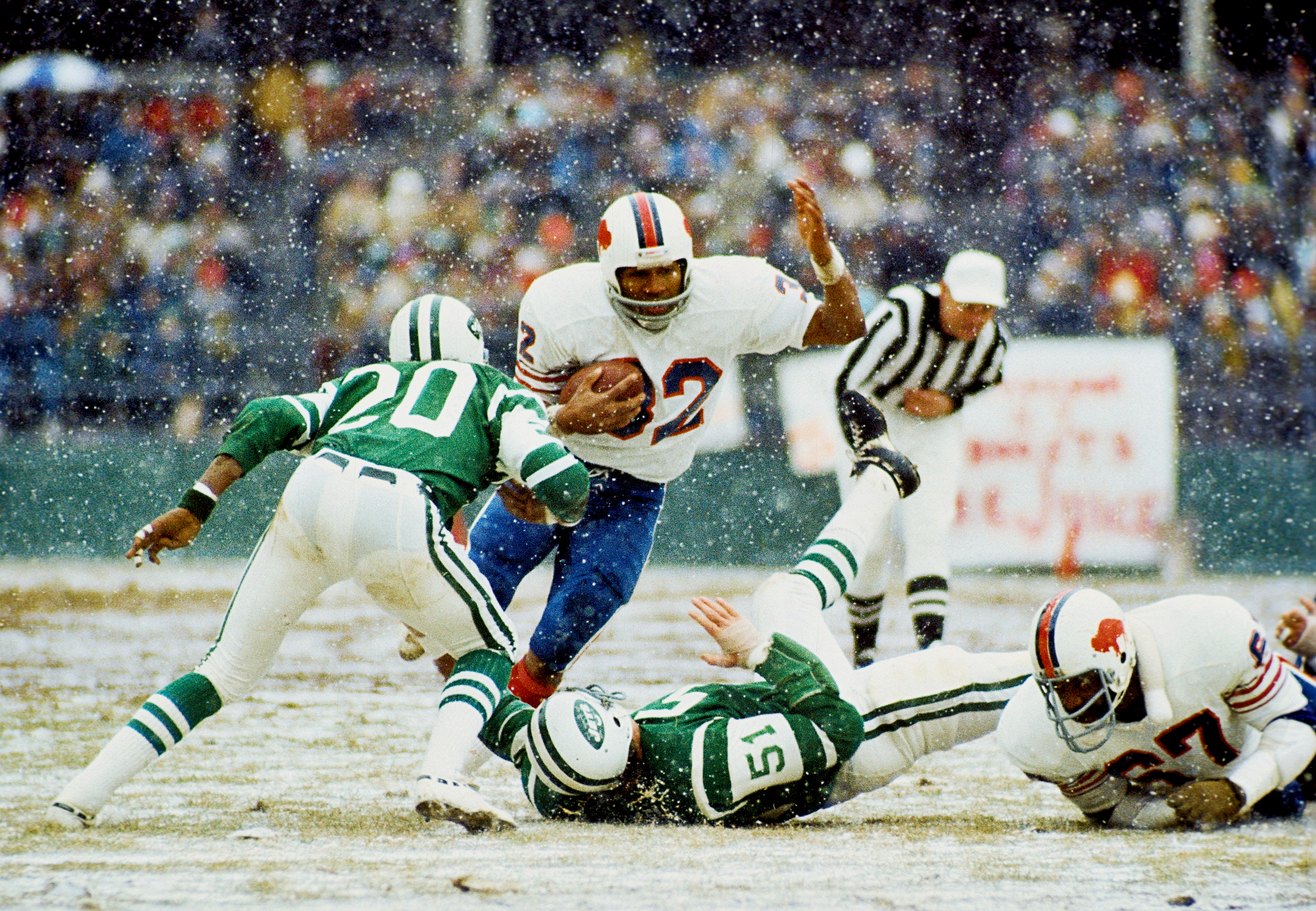
I Jets contro i Buffalo Bills nell'ultima gara della stagione regolare 1973

| Stagione regolare | Stagione regolare       | Stagione regolare | Stagione regolare        |
| Turno             | Avversario              | Risultato         | Stadio                   |
| ----------------- | ----------------------- | ----------------- | ------------------------ |
| 1                 | at Green Bay Packers    | S 23–7            | Milwaukee County Stadium |
| 2                 | at Baltimore Colts      | V 34–10           | Memorial Stadium         |
| 3                 | at Buffalo Bills        | S 9–7             | Rich Stadium             |
| 4                 | at Miami Dolphins       | S 31–3            | Miami Orange Bowl        |
| 5                 | at New England Patriots | V 9–7             | Schaefer Stadium         |
| 6                 | at Pittsburgh Steelers  | S 26–14           | Three Rivers Stadium     |
| 7                 | Denver Broncos          | S 40–28           | Shea Stadium             |
| 8                 | Miami Dolphins          | S 24–14           | Shea Stadium             |
| 9                 | New England Patriots    | V 33–13           | Shea Stadium             |
| 10                | at Cincinnati Bengals   | S 20–14           | Riverfront Stadium       |
| 11                | Atlanta Falcons         | S 28–20           | Shea Stadium             |
| 12                | Baltimore Colts         | V 20–17           | Shea Stadium             |
| 13                | at Philadelphia Eagles  | S 24–23           | Veterans Stadium         |
| 14                | Buffalo Bills           | S 34–14           | Shea Stadium             |

## Classifiche
| AFC East             | AFC East | AFC East | AFC East | AFC East | AFC East | AFC East | AFC East | AFC East | AFC East |
|                      | V        | S        | P        | %        | DIV      | CONF     | PF       | PA       | STR      |
| -------------------- | -------- | -------- | -------- | -------- | -------- | -------- | -------- | -------- | -------- |
| Miami Dolphins       | 12       | 2        | 0        | .857     | 7–1      | 9–2      | 343      | 150      | V1       |
| Buffalo Bills        | 9        | 5        | 0        | .643     | 6–2      | 7–4      | 259      | 230      | V4       |
| New England Patriots | 5        | 9        | 0        | .357     | 1–7      | 3–8      | 258      | 300      | S2       |
| New York Jets        | 4        | 10       | 0        | .286     | 4–4      | 4–7      | 240      | 306      | S2       |
| Baltimore Colts      | 4        | 10       | 0        | .286     | 2–6      | 2–9      | 226      | 341      | V2       |